# Капаун, Эмиль
Эми́ль Джо́зеф (Ио́сиф) Капаун (англ. Emil Joseph Kapaun, 20 апреля 1916 года — 23 мая 1951 года) — американский католический священник, военный капеллан.

## Биография
Родился в 1916 году, вырос на ферме в трех милях от основанного иммигрантами из Богемии местечка Пилзен в округе Мэрион, штат Канзас. Окончил семинарию в Сент-Луисе (Миссури). Рукоположен в сан священника 9 июня 1940 года для канзасского диоцеза Уичито. Служил викарием, затем недолгое время настоятелем в церкви св. Иоанна Непомука в родном Пилзене, также капелланом на расположенном рядом военном аэродроме Херингтон. В июле 1944 года с разрешения епископа поступил на военную службу. Окончив курсы военных капелланов, в октябре 1944 года был направлен в лагерь Уилер (Джорджия), затем в Индию, на Китайско-Бирманско-Индийский театр военных действий. В январе 1946 года произведен в чин капитана. Вернулся в США в мае того же года, был демобилизован. По распоряжению епископа, в 1946—1948 годах учился в Католическом университете Америки, где получил степень магистра педагогики. Однако в сентябре 1948 года вновь, также с разрешения епископа, записался в армию. Служил капелланом в форте Блисс (Техас), с января 1950 года в составе 8-го кавалерийского полка 1-й кавалерийской дивизии — в Японии.
В конце июня — начале июля 1950 года 1-я кавалерийская дивизия была переброшена в Корею для участия в Корейской войне в составе войск ООН.

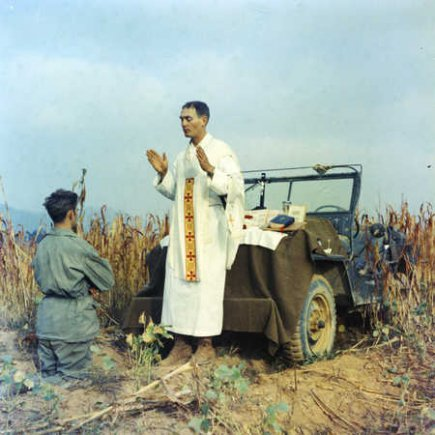
О. Эмиль Капаун совершает Мессу на капоте джипа. 7 октября 1950 года, Корея.

 8-й полк, в составе которого находился капеллан о. Капаун, принял участие в боях на Пусанском периметре, после чего начал наступление в северном направлении. Капеллан почти всё время находился на передовой, постоянно подвергаясь опасности. За спасение раненого солдата из-под огня противника (2 августа 1950 года) он был награждён медалью «Бронзовая звезда» с кластером «V».
В ночь с 1 на 2 ноября часть, в которой находился о. Капаун, подверглась неожиданной атаке китайских «добровольцев» в районе Усана и понесла тяжелые потери. На следующий день, отказавшись от эвакуации, чтобы остаться с тяжелоранеными, о. Капаун был взят в плен. В течение месяца группу пленных американцев пешим порядком вели в лагерь в Пёктоне, оттуда — в Сомбакол и затем через два месяца обратно в Пёктон. Находясь в лагерях, о. Капаун выполнял самую грязную и тяжелую работу, а также продолжал духовное окормление пленных солдат и офицеров. Кроме того, он с риском для себя воровал у охраны и с окрестных полей пищу для голодающих пленных.
От различных лишений у 35-летнего священника образовался тромб в ноге, развилась болезнь бери-бери, диарея и пневмония. Последняя и стала основной причиной его смерти, наступившей в лагерной больнице (где никакой медицинской помощи не оказывали) 23 мая 1951 года. Его тело было помещено в массовое захоронение на поле вблизи лагеря, которое вскоре после этого перепахали и засеяли.

## Награды
Возвращавшиеся из плена в конце лета и осенью 1951 года военнослужащие стран коалиции много рассказывали о героизме капеллана Эмиля Капауна. 18 августа 1951 года он был посмертно награждён крестом «За выдающиеся заслуги». Кампанию за посмертное награждение о. Эмиля Капауна высшей военной наградой США — медалью Почёта — начал в 2001 году член Палаты представителей от Канзаса Тодд Тихарт (англ. Todd Tiahrt). Его поддержали крупные военные деятели страны. 11 апреля 2013 года президент США Барак Обама вручил медаль племяннику о. Капауна — Рэю Капауну.

## Церковное признание
29 июня 2008 года был начат и 1 июля 2010 года завершен процесс исследования, организованный диоцезом Уичито с целью выявить героические добродетели о. Эмиля Капауна — первое условие для его беатификации. Рассматривается также ряд чудес, приписываемых его заступничеству.